# جين جيمس
جين جيمس (15 فبراير 1925 في الولايات المتحدة - 6 يوليو 1997 في الولايات المتحدة) (بالإنجليزية: Gene James) هو لاعب كرة سلة أمريكي في مركز هجوم صغير الجسم. لعب مع بالتيمور باليتس ونيويورك نيكس.

## وصلات خارجية
- جين جيمس على موقع إن بي أي (الإنجليزية)
- جين جيمس على موقع سبورتس رفرنس (الإنجليزية)
- جين جيمس على موقع ريلجم (الإنجليزية)
- جين جيمس على موقع بروبوليرز (الإنجليزية)